# Scaptomyza ostensa
Scaptomyza ostensa är en tvåvingeart som beskrevs av Hardy 1965. Scaptomyza ostensa ingår i släktet Scaptomyza och familjen daggflugor. Inga underarter finns listade i Catalogue of Life.